# Io sarò la tua idea
Io sarò la tua idea è il quattordicesimo album di Iva Zanicchi pubblicato nel luglio del 1975.
Pubblicato su cd è, inoltre, presente sulle piattaforme digitali e sui servizi di streaming.
A quattro anni di distanza dalla pubblicazione di Shalom, l’ultimo suo album a tema, Iva decide ancora una volta di proseguire nel percorso iniziato con l’album Caro Theodorakis... Iva e che le permette di addentrarsi in suoni e temi musicali mai sperimentati prima.
E anche questa volta la scelta è piuttosto ardita: l’album è una raccolta di brani inediti ricavati da alcune liriche del famoso poeta e drammaturgo spagnolo Federico García Lorca.
Per la sua realizzazione si avvale della collaborazione della ormai collaudata coppia di fratelli Camillo e Corrado Castellari, compositori alla Ri-Fi. Il primo, prendendo in considerazione alcune delle principali raccolte poetiche di García Lorca, come Cantares populares, Llanto por Ignacio Sánchez Mejías, e Romancero gitano,  è l’autore di tutti i testi dell’album, il secondo realizza le musiche, con la produzione di Ezio Leoni.
Il singolo di lancio è Io sarò la tua idea, il brano che dà il nome all’album. Questo è ricavato dalla poesia Canciòn otonal, contenuta in un'altra celebre raccolta del poeta spagnolo chiamata Libro de poemas, in cui Lorca documenta il suo grande amore per il canto e la vita.
All’interno del disco, Camillo Castellari descrive così questo lavoro:

## Tracce
1. La garrotta* (Da: Llanto por Ignacio Sanchez Mejias - La cogida y la muerte) - 2:10 - (Testo: Camillo Castellari - Musica: Corrado Castellari)
2. Il bel campo** (Da: Romancero gitano - Preciosa y el aire) - 3:00 - (Testo: Camillo Castellari - Musica: Corrado Castellari)
3. Sulle navi di Barcellona* (Da: Poeta en Nueva York - Ciudad sin sueno) - 2:55 - (Testo: Camillo Castellari - Musica: Corrado Castellari)
4. Miguel* (Da: Divàn del Tamarit - Gacela del amor maravilloso) - 2:45 - (Testo: Camillo Castellari - Musica: Corrado Castellari)
5. Sotto il monumento di Carlo V** (Da: Cantares populares - Romance de Don Boyso) - 3:25 - (Testo: Camillo Castellari - Musica: Corrado Castellari)
6. Io sarò la tua idea** (Da: Libro de poemas - Canciòn otonal) -3:20 - (Testo: Camillo Castellari - Musica: Corrado Castellari)
7. Jesus*** (Da: Poemas sueltos - Suite de los espejos) - 4:30 - (Testo: Camillo Castellari - Musica: Corrado Castellari)
8. Se io fossi di luna** (Da: Libro de poemas - Aire de nocturno) - 2:45 - (Testo: Camillo Castellari - Musica: Corrado Castellari)
9. Per la madre, urrah!** (Da: Romancero gitano - Prendimiento de Antonito el Camborio en el camino de Sevilla) - 3:10 - (Testo: Camillo Castellari - Musica: Corrado Castellari)
10. Linda** (Da: Libro de poemas - La balada del agua del mar) - 3:05 - (Testo: Camillo Castellari - Musica: Corrado Castellari)
11. Poche pesetas* (Da: Libro de poemas - Elegia del silencio) - 2:23 - (Testo: Camillo Castellari - Musica:Corrado Castellari)
12. Il mio bacio è per te* (Da: Libro de poemas - Balada interior) - 3:42 - (Testo: Camillo Castellari - Musica: Corrado Castellari)

### Crediti
- Produzione: Ezio Leoni
- Tecnico di registrazione e re-recording: Gianluca Citi

Arrangiamenti:
- * Andrea Sacchi
- ** Pinuccio Pirazzoli
- *** Enrico Intra

## Stampe estere
| Anno di pubblicazione | Paese     | Titolo                      | Etichetta              |
| --------------------- | --------- | --------------------------- | ---------------------- |
| 1975                  | Spagna    | Io sarò la tua idea         | RIFI - CPS 9454        |
| 1976                  | Venezuela | Io sarò la tua idea         | Orbe - ORLP-4424       |
| 1976                  | Germania  | Singt Federico Garcia Lorca | Metronome - MLP 15.573 |
| 1976                  | Giappone  | Caro Garcia Lorca...Iva     | Seven Seas - GP 447    |